# La Tranche-sur-Mer
La Tranche-sur-Mer är en kommun i departementet Vendée i regionen Pays de la Loire i västra Frankrike. Kommunen ligger i kantonen Moutiers-les-Mauxfaits som tillhör arrondissementet Les Sables-d'Olonne. År 2022 hade La Tranche-sur-Mer 3 129 invånare.

## Befolkningsutveckling
Antalet invånare i kommunen La Tranche-sur-Mer
| Referens: INSEE |